# Louie Clemente
Louie Clemente (New York (staat), 23 januari 1965) is een voormalig bandlid van de Amerikaanse thrashmetalband Testament, waar hij van 1983 tot medio 1992, en in 2005, in drumde.

## Testament en reünie
Na veel drukke jaren, vooral vanaf 1987, met veel toeren en vijf albums, besloot hij te stoppen met muziek. In 2005 wisten leden van de originele line-up van Testament, waar Clemente ook tot behoorde, hem over te halen mee te doen aan een reünietoer. Clemente had al bijna 13 jaar niet meer opgetreden en daarom begon drumtechnicus John Tempesta aan de set en drumde Clemente enkele nummers, wat in de loop van de tour de helft van de set (het concert) werd. Een concert in Londen, uit 2005, werd opgenomen en uitgebracht op zowel cd als dvd en deze laatste bevat ook een interview waarin Clemente aangeeft dat de reünietour een van de hoogtepunten uit zijn leven is.

## Discografie met Testament
- 1987 - The Legacy
- 1987 - Live at Eindhoven (ep)
- 1988 - The New Order
- 1989 - Practice What You Preach
- 1990 - Souls of Black
- 1992 - The Ritual
- 1993 - Return to the Apocalyptic City (ep live)
- 2005 - Live in London (album en dvd)

Clemente was negen jaar actief bij Testament, waarbij hij betrokken was bij vijf studioalbums. In 2021 is hij nog steeds de drummer die het langst voor Testament drumde, met de meeste albums.

## Privé
In 2013 was hij al enkele jaren eigenaar van een meubilair- en kunstwinkel in New York. Hij heeft een dochter, geboren in 1985.